# Aprifrontalia
Aprifrontalia is een geslacht van spinnen uit de familie hangmatspinnen (Linyphiidae).

## Soorten
De volgende soorten zijn bij het geslacht ingedeeld:
- Aprifrontalia afflata Ma & Zhu, 1991
- Aprifrontalia mascula (Karsch, 1879)